# Julie Agnete Vang
Julie Agnete Vang Christensen, född 1 maj 1984, är en dansk skådespelerska. Hon studerade vid Statens Teaterskole och tog examen 2008. Utöver roller i TV-serier har hon arbetat på Det Kongelige Teater och Grønnegårds Teatret. Hon har uppmärksammats för sin roll som Nete Buch i Borgen, och en norsk TV-reklam där hon spelade mot George Clooney.

## Filmografi (i urval)
- 2009 – Brottet II (TV-serie)[1]
- 2009 – Kristian (TV-serie)[1]
- 2010 – Livvakterna (TV-serie)[1]
- 2013 – Borgen (TV-serie)
- 2020 – When the Dust Settles (TV-serie)
- 2020 – Lars (TV-serie)